# Amaralina
Amaralina este un oraș în Goiás (GO), Brazilia.